# Phlebotomus saevus
Phlebotomus saevus är en tvåvingeart som beskrevs av Aimé Georges Parrot och Martin 1939. Phlebotomus saevus ingår i släktet Phlebotomus och familjen fjärilsmyggor. Inga underarter finns listade i Catalogue of Life.